# Самохвалов, Василий Флегонтович
Василий Флегонтович Самохвалов (14 апреля 1955 — 11 июля 1998, Екатеринбург) — советский футболист, защитник, игрок в мини-футбол.

## Биография
В первенстве СССР играл в первой (1977—1982) и второй (1976, 1983—1985, 1987—1989) лигах за команды «Уралмаш» Свердловск (1976—1980, 1983—1985), «Колос» Никополь (1981—1982), «Уралец» Нижний Тагил (1987—1989). Играл за команду «Медик» Свердловск был в составе «Металлурга» Верхняя Пышма (1986), в 1990 году играл в турнире «Футбол России» за РТИ (Свердловск). Выступал за мини-футбольный ВИЗ Екатеринбург.
Участник VII Спартакиады народов РСФСР 1978 года в составе сборной Свердловской области.
Скончался в 1998 году в возрасте 43 лет. Похоронен на Северном кладбище.
В Екатеринбурге проводится турнир памяти Василия Самохвалова.